# Вайтголл (Монтана)
Вайтголл (англ. Whitehall) — місто (англ. town) в США, в окрузі Джефферсон штату Монтана. Населення — 1006 осіб (2020).

## Географія
Вайтголл розташований за координатами 45°52′16″ пн. ш. 112°5′51″ зх. д. / 45.87111° пн. ш. 112.09750° зх. д. (45.871085, -112.097409).  За даними Бюро перепису населення США в 2010 році місто мало площу 1,73 км², уся площа — суходіл. В 2017 році площа становила 1,83 км², уся площа — суходіл.

### Клімат
| Клімат : Вайтголл       | Клімат : Вайтголл | Клімат : Вайтголл | Клімат : Вайтголл | Клімат : Вайтголл | Клімат : Вайтголл | Клімат : Вайтголл | Клімат : Вайтголл | Клімат : Вайтголл | Клімат : Вайтголл | Клімат : Вайтголл | Клімат : Вайтголл | Клімат : Вайтголл | Клімат : Вайтголл |
| Показник                | Січ.              | Лют.              | Бер.              | Квіт.             | Трав.             | Черв.             | Лип.              | Серп.             | Вер.              | Жовт.             | Лист.             | Груд.             | Рік               |
| Середній максимум, °C   | 0,1               | 3,0               | 6,2               | 13,6              | 18,6              | 21,9              | 28,9              | 28,4              | 21,9              | 15,6              | 6,7               | 2,9               | 14,0              |
| Середня температура, °C | −6,2              | −3,4              | −0,4              | 6,1               | 10,8              | 14,2              | 19,3              | 18,6              | 13,0              | 7,7               | 0,4               | −3                | 6,5               |
| Середній мінімум, °C    | −12,4             | −9,7              | −7                | −1,4              | 3,2               | 6,6               | 9,6               | 8,6               | 4,2               | −0,3              | −5,9              | −8,9              | −1,2              |
| Норма опадів, мм        | 8                 | 5                 | 13                | 20                | 46                | 51                | 23                | 20                | 28                | 13                | 5                 | 8                 | 241               |
| ----------------------- | ----------------- | ----------------- | ----------------- | ----------------- | ----------------- | ----------------- | ----------------- | ----------------- | ----------------- | ----------------- | ----------------- | ----------------- | ----------------- |
| Джерело: Weatherbase    |                   |                   |                   |                   |                   |                   |                   |                   |                   |                   |                   |                   |                   |

## Демографія
Згідно з переписом 2010 року, у місті мешкало 1038 осіб у 473 домогосподарствах у складі 283 родин. Густота населення становила 600 осіб/км².  Було 538 помешкань (311/км²).
Расовий склад населення:
| - 94,0 % — білих - 1,7 % — корінних американців - 0,5 % — азіатів - 0,2 % — чорних або афроамериканців |

До двох чи більше рас належало 3,5 %. Частка іспаномовних становила 2,0 % від усіх жителів.
За віковим діапазоном населення розподілялося таким чином: 23,0 % — особи молодші 18 років, 59,6 % — особи у віці 18—64 років, 17,4 % — особи у віці 65 років та старші. Медіана віку мешканця становила 45,7 року. На 100 осіб жіночої статі у місті припадало 108,0 чоловіків;  на 100 жінок у віці від 18 років та старших — 100,3 чоловіків також старших 18 років.
Середній дохід на одне домашнє господарство  становив 39 752 долари США (медіана — 37 273), а середній дохід на одну сім'ю — 50 152 долари (медіана — 45 125). За межею бідності перебувало 15,3 % осіб, у тому числі 23,0 % дітей у віці до 18 років та 6,1 % осіб у віці 65 років та старших.
Цивільне працевлаштоване населення становило 434 особи. Основні галузі зайнятості: освіта, охорона здоров'я та соціальна допомога — 19,4 %, мистецтво, розваги та відпочинок — 15,4 %, будівництво — 12,4 %, сільське господарство, лісництво, риболовля — 10,1 %.